# Pianosonate in G-majeur (Schubert)
De pianosonate in G-majeur, D. 894, Opus 78 voor piano is geschreven door Franz Schubert. Hij voltooide de compositie in oktober 1826. Het werk heeft de bijnaam "Fantasie"; deze bijnaam gaf Schuberts uitgever Tobias Haslinger aan het eerste deel. Dit is de laatste van Schuberts sonates die tijdens zijn leven werd gepubliceerd. Robert Schumann beschreef de sonate als "het meest perfect in vorm en structuur" van alle sonates van Schubert. Een uitvoering duurt ongeveer 35 minuten. Het manuscript wordt bewaard in de British Library.

## Structuur
De sonate bestaat uit vier delen:
Molto moderato e cantabile (G-majeur, gecomponeerd in een vrije sonatevorm)
Andante (D-majeur met twee trio's, waarvan de eerste in b-mineur, de parallelle toonaard, en de tweede in de gelijknamige toonaard, D-mineur)
Menuet: Allegro moderato - Trio (B-mineur, trio in B-majeur)
Allegretto (G-majeur)

## Analyse
De Engelse pianist Imogen Cooper omschreef deze pianosonate als "een van de zeldzame, compleet serene sonates die hij [Schubert] schreef". Daar voegde hij aan toe: "Natuurlijk, zoals altijd bij hem, zijn er contrasterende passages die stormachtig en een beetje donker worden, maar de algehele stemming is er een van vrede en helderheid, zoals het strijkkwartet in G-majeur, slechts enkele maanden eerder geschreven, zeer zeker niet was." Cooper merkte verder op: "het laatste deel heeft geweldige humor - en één of twee momenten van geweldige ontroering, alsof een wolk plotseling de zon verduistert, en de zon daarna weer tevoorschijn komt."
In zijn analyse van deze sonate wijst pianist Mark Taratushkin erop dat het oorspronkelijke concept van het tweede deel heel anders was dan de versie die we tegenwoordig kennen. Bewijs hiervoor is zichtbaar in het manuscript dat Schubert naar zijn uitgever stuurde. Het oorspronkelijke manuscript, dat bewaard is gebleven en momenteel wordt gedigitaliseerd in het archief van de British Library, laat zien dat Schubert, na voltooiing van het menuet, besloot om het tweede deel te herschrijven. Hij scheurde de oorspronkelijke versie uit het manuscript en verving het voor de versie die we nu kennen. De eerste en laatste pagina's van het oorspronkelijke tweede deel, waarop het eind van het eerste deel en het begin van het derde deel staan, bleven hetzelfde.
Dit opvallende aspect van het manuscript biedt waardevol inzicht in hoe het tweede deel van oorsprong kan hebben geklonken. Het bewaard gebleven fragment bevat een thema dat ritmisch karakteristiek is voor Schuberts muziek, hoewel het uiteindelijk vervangen werd door een dynamischer orkestrale episode in de uiteindelijke versie. Deze wijziging zorgde voor een groter contrast tussen de eerste twee thema's, cruciaal voor de structuur en de indruk van het tweede deel.
Het eerste thema van het derde deel is opvallend gelijk aan het tweede thema van het eerste deel van het Pianotrio nr. 2, zowel in ritme als de intervallen tussen de noten.
Peter Pesic reageerde op de observatie van Donald Tovey dat Schubert een cyclus van sexten gebruikt in het vierde deel van de sonate, in de volgorde G → Es → B = Ces → G = Ases.
Voor de pianisten Svjatoslav Richter, Christian Zacharias en Paul Lewis is dit hun favoriete sonate van Schubert. Richter is bekend van zijn zeer langzame interpretatie van het eerste deel en zijn plechtige uitvoering van het werk. Stephen Johnson schrijft bij een cd-uitgave: 'Het eerst deel van Schuberts sonate in G-majeur, D 894, is adembenemend langzaam - de opening lijkt nauwelijks beweging te kennen. Richters argument is dat Schuberts tempo-aanduiding "molto moderato" naar de achtste noot verwijst, en niet naar de groep van drie achtste noten. In puur musicologische termen kan ik me niet voorstellen dat veel Schubert-liefhebbers overtuigd zullen zijn, maar op de een of andere manier overtuigde Richters intens geconcentreerde uitvoering mij volledig.' Richters uitvoering duurt in totaal meer dan 45 minuten.